# 게셀

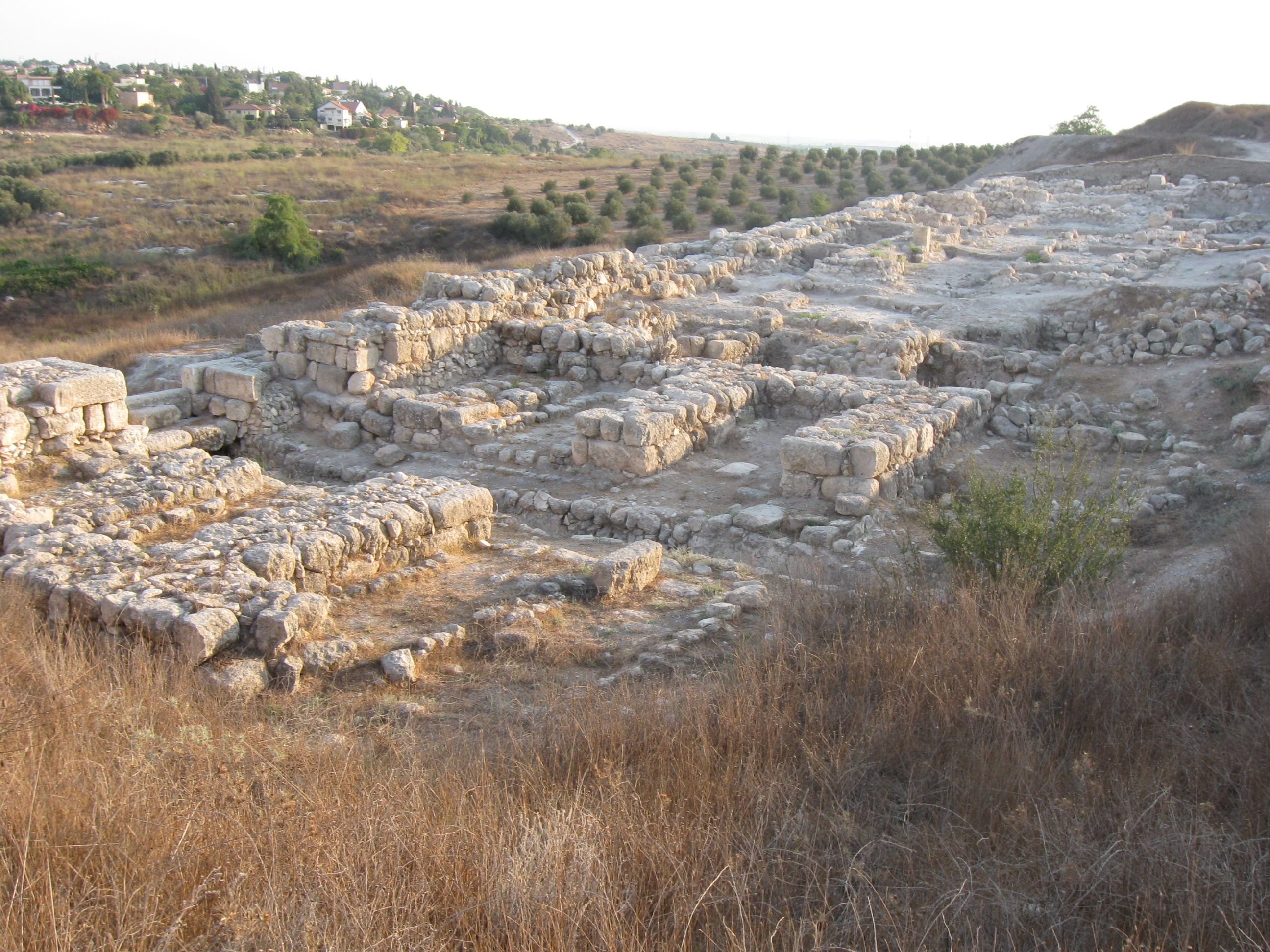
게셀 유적

게셀 또는 텔 게셀(히브리어: גֶּזֶר)은 아랍어로 Tell Jezer 또는 Tell el-Jazari인데 Abu Shusheh의 버려진 아랍 마을로서 예루살렘과 텔아비브 사이의 중간 쯤에 위치한 Shfela 지역에 있으며 유대 산맥의 산기슭에 있는 유적지이다. 지금은 이스라엘의 국립 공원이다. 구약성경에서 게셀은 여호수아, 솔로몬과 연관된 것으로 등장한다.
기원전 2천년 전반기에 요새화 된 가나안의 주요 도시 국가가되었다. 후에 화재로 소실되어 재건되었다. 아마르나 문서에는 이집트 파라오에게 충성을 맹세하는 게셀의 왕이 언급되어 있다. 게셀의 중요성은 부분적으로 이집트와 시리아, 아나톨리아, 메소포타미아를 연결하는 고대 해안 무역 로의 교차로이며 중요한 무역로인 예루살렘과 여리고로 가는 길의 교차로에서 전략적 위치를 차지했다는 데에 있다.